# Amélie de Saxe-Cobourg-Gotha
Pour les articles homonymes, voir Amélie de Saxe (homonymie).
Marie Louise Françoise Amélie de Saxe-Cobourg et Gotha, née au château de Rosenau à Cobourg, le 23 octobre 1848 et morte au château de Biederstein à Munich, le 6 mai 1894, est une princesse de Saxe-Cobourg et Gotha, devenue, par mariage, en 1875, duchesse en Bavière.

## Biographie

### Environnement familial
Amélie de Saxe-Cobourg-Gotha, née au château de Rosenau, à Cobourg le 23 octobre 1848, est la seconde fille du très riche prince Auguste de Saxe-Cobourg-Gotha et de la très ambitieuse princesse née Clémentine d'Orléans mariés en 1843. Amélie a trois frères : Philippe de Saxe-Cobourg (1844-1921), Auguste de Saxe-Cobourg (1845-1907) et le roi Ferdinand Ier de Bulgarie (1861-1948), ainsi qu'une sœur : Clotilde de Saxe-Cobourg (1846-1927).

### Projets matrimoniaux
Amélie, dont la fortune paternelle est considérable, possède de nombreux talents artistiques : musique et peinture. Elle a reçu plusieurs propositions matrimoniales qu'elle a déclinées : le comte de Caserte en 1867, puis successivement deux princes de la maison de Hohenzollern, les princes Carol (futur souverain de Roumanie), et son frère Frédéric. Toutefois, la princesse Clémentine, véritable chef de famille avait refusé ces deux derniers partis, ne souhaitant ni voir régner sa fille en Roumanie orthodoxe, ni s'établir à Berlin, étant antiprussienne. Un dernier prétendant se présente, le prince Léopold de Bavière, cousin germain du roi Louis II de Bavière. Cependant, le duc Maximilien-Emmanuel en Bavière, frère de l'impératrice d'Autriche, très épris d'Amélie, se confie à sa soeur.  L'impératrice trouve un compromis audacieux en donnant sa fille aînée en mariage à Léopold qui ne peut refuser un parti si brillant. Amélie est donc libre. La princesse Clémentine - qui en 1868 a négocié le mariage de la soeur de l'impératrice avec son neveu le duc d'Alençon - ne peut que souscrire à l'union de sa fille avec le frère cadet de l'impératrice.  Les jeunes gens se fiancent en mai 1875 et se marient le 20 septembre 1875 au château d'Ebenthal.
Le couple, particulièrement uni, et ses enfants forment la lignée de Biederstein, en référence au château de Biederstein, dans le quartier de Schwabing, à Munich, leur résidence depuis la fin de l'année 1876.

### Postérité: la lignée de Biederstein

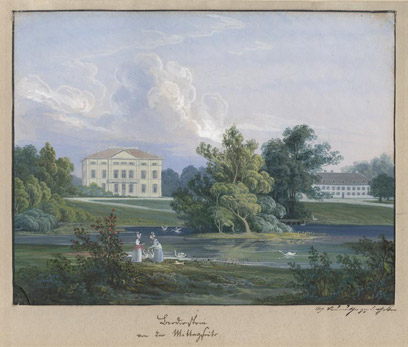
Le château de Biederstein en 1830 (à gauche le nouveau château et à droite l'ancien château), aquarelle de Carl August Lebschée.

De cette union naissent trois fils, dont aucun n'aura d'enfants :
- Siegfried August, duc en Bavière (né à Bamberg le 10 juillet 1876 et mort à Munich le 12 mars 1952), célibataire et sans descendance ;
- Christoph, duc en Bavière, (né au château de Biederstein, à Munich, le 22 avril 1879 et mort dans la même ville le 10 juillet 1963), il épouse Anna Sibig (18 juillet 1874 - 1er janvier 1958), sans descendance ;
- Luitpold-Emanuel, duc en Bavière (né au château de Biederstein, à Munich, le 30 juin 1890 et mort à Wildbad Kreuth le 16 janvier 1973), célibataire et sans descendance.

### Mort
Le duc Maximilien-Emmanuel meurt dès le 12 juin 1893 à l'âge de 43 ans. Inconsolable, Amélie le suit dans la tombe l'année suivante, à l'âge de 45 ans, le 6 mai 1894 au château de Biederstein.

## Honneurs
- Dame noble de l'ordre de la Croix étoilée, Autriche-Hongrie ;
- Dame d'honneur de l'ordre de Thérèse (Royaume de Bavière) ;
- Dame de l'ordre de Sainte-Élisabeth (Royaume de Bavière).

### Ouvrages
- Olivier Defrance, La Médicis des Cobourg : Clémentine d’Orléans, Bruxelles, Racine, 2007, 368 p. (ISBN 978-2-87386-486-6 et 2-87386-486-9, lire en ligne).
- Michel Huberty et Alain Giraud, L'Allemagne dynastique : Wittelsbach, t. IV, Le Perreux-sur-Marne, Alain Giraud, 1985, 545 p. (ISBN 978-2-901138-04-4).
- Othmar Hackl (de), Die Bayerische Kriegsakademie (1867–1914). C.H. Beck´sche Verlagsbuchhandlung, Munich, 1989,  (ISBN 3-406-10490-8), S. 403.
- Norbert Nemec (de), Erzherzogin Maria Annunziata (1876–1961). Die unbekannte Nichte Kaiser Franz Josephs I.  Böhlau Verlag, Vienne, 2010,  (ISBN 3-205-78456-1).
- Bernhard Graf (de), Sisis Geschwister. Allitera Verlag, Munich, 2017.
- Christian Sepp: Ludovika. Sisis Mutter und ihr Jahrhundert. August Dreesbach Verlag (de), Munich, 2019.
- Hermann von Witzleben: Die Herzöge in Bayern. Prestel Verlag (de), Munich, 1976,  (ISBN 3-7913-0394-5).

### Articles
- Damien Bilteryst, Olivier Defrance et Joseph van Loon, « Les Biederstein, cousins oubliés de la reine Élisabeth, années 1875-1906 », Museum Dynasticum, vol. XXXIV, no 1,‎ 2022, p. 2-26 (ISSN 0777-0936, lire en ligne, consulté le 13 octobre 2022).
- Damien Bilteryst, Olivier Defrance et Joseph van Loon, « Les Biederstein, cousins oubliés de la reine Élisabeth, années 1907-1973 », Museum Dynasticum, vol. XXXIV, no 2,‎ 2022, p. 20-50 (ISSN 0777-0936).